# Éric Toussaint
Eric Toussaint (Namen, 24 juli 1954) is een historicus, politiek wetenschapper en sociaal activist. Zijn voornaamste thema's zijn globalisering en de internationale financiële architectuur, met bijzondere aandacht voor de schuldenproblematiek. Hij schreef hierover meerdere boeken, die verschenen in een tiental talen.

## Studies en academische loopbaan
Toussaint is van opleiding historicus en heeft twintig jaar les gegeven in het technisch en beroepsonderwijs (1975-1994). Hij gaf het onderwijzerschap op om zich sterker te engageren in sociale bewegingen. Ook ging hij opnieuw studeren. In 2004 behaalde hij een doctoraat aan de Universiteit van Luik en Parijs VIII.
Hij is ook verbonden aan het International Institute for Research and Education te Amsterdam.

## Sociale bewegingen
Al op dertienjarige leeftijd werd Toussaint lid van de jeugdvakbond van het ABVV in Retinne, het mijnwerkersdorp waar hij opgroeide. Hij sloot zich aan bij de Vierde Internationale en stond in mei 1971 mee aan de wieg van de Ligue Révolutionnaire des Travailleurs (LRT).
In 1990 was hij een drijvende kracht achter het nieuwe Comité pour l'Annulation de la Dette du Tiers Monde. Hij werd voorzitter van de Belgische tak ervan. In 2001 nam hij deel aan het eerste Wereld Sociaal Forum in Porto Alegre. Hij zetelde er in de Internationale Raad. Ook in latere edities was hij van de partij. Deze van 2005 leidde mee onder zijn impuls tot het oprichten van een International Debt Observatory. Hij is ook oprichter van ATTAC België en lid van de wetenschappelijke raad van ATTAC Frankrijk.
Sedert 2010 ondersteunt Toussaint via het International Citizen debt Audit Network diverse burgeraudits die staatsschulden van Europese landen doorlichten.

## Openbare opdrachten en functies
- 2003: advies aan de regering van Oost-Timor over schulden en relaties met IMF en Wereldbank.
- 2005-08: advies aan de Economische Commissie van de Afrikaanse Unie over annulering van illegitieme schulden.
- 2007: lid van de Commissie voor integrale audit van de schuld van Ecuador (CAIC), opgericht door president Rafael Correa.
- 2008: advies over schuldenaudit aan de Paraguyaanse president Fernando Lugo.
- 2010: mededeling aan de bijzondere zitting van de Algemene Vergadering van de Verenigde Naties over de millenniumdoelstellingen.
- 2015: wetenschappelijk coördinator van de Waarheidscommissie Griekse Overheidsschuld, opgericht door parlementsvoorzitster Zoi Konstantopoulou.

## Boeken en publicaties (selectie)
- 2014: Bancocratie (ADEN, Brussel)
- 2014: Les Chiffres de la dette 2015, met Pierre Gottiniaux, Daniel Munevar en Antonio Sanabria (CADTM)
- 2013: Procès d'un homme exemplaire (Al Dante, Marseille)
- 2012: AAA. Audit, annulation, autre politique, met Damien Millet (Seuil, Parijs)
- 2011: La dette ou la vie, met Damien Millet (ADEN, Brussel)
- 2010: Un coup d’œil dans le rétroviseur. L’idéologie néolibérale des origines jusqu’à aujourd’hui (Le Cerisier, Bergen)
- 2010: La crise, quelles crises?, met Damien Millet (ADEN, Brussel)
- 2010: Debt, the IMF, and the World Bank. Sixty Questions, Sixty Answers (Monthly Review Press, New York)
  - Franse herziene editie: 65 questions 65 réponses sur la dette, le FMI et la Banque mondiale, met Damien Millet (CADTM, 2012)
- 2006: Banque mondiale: le Coup d'État permanent. L'Agenda caché du Consensus de Washington (CADTM, 2006)
- 2005: Les Tsunamis de la dette, met Damien Millet (CADTM/Syllepse, Parijs)
- 1998: La Bourse ou la vie (CADTM-Luc Pire-Syllepse-Cetim, Brussel-Luik-Parijs-Genève)
  - (nl) Je geld of je leven. De geldwereld tegen het volk (Brussel, VUB-Press, 1998)